# ترانه‌ای به خورشید
ترانه ای به خورشید (Song イ ヨ ウ の う た، Taiyō no Uta، از سوی دیگر با عنوان خورشید نیمه شب) یک فیلم ژاپنی در سال ۲۰۰۶ به کارگردانی نوریهیرو کویزومی با بازی با یوی است.
پس از انتشار، ترانه ای به خورشید از نظر مالی موفقیت‌آمیز بود و به آغاز فعالیت موسیقی یوی کمک کرد. علاوه بر این، یویی همچنین به دلیل ایفای نقش خود، در سی امین جایزه فیلم آکادمی ژاپن برنده بهترین بازیگر نقش اول مرد شد. چندین اقتباس از فیلم ساخته شده‌است، از جمله یک مجموعه تلویزیونی ۲۰۰۶، یک بازسازی آمریکایی ۲۰۱۸ و یک نمایشنامه.

## موضوع
کائورو دارای سندروم xp است، یک وضعیت پزشکی است که از قرار گرفتن آن در برابر نور مستقیم آفتاب جلوگیری می‌کند. او در طول روز می‌خوابد، و شب بیدار می‌ماند. او هر شب جلوی ایستگاه گیتار می‌نوازد. در خارج از پنجره اتاق خواب او، پسر بچه دبیرستانی با یک صفحه اسکیت هر روز رد می‌شود. او هر روز قبل خوابیدن او و دوستانش را تماشا می‌کند. یک روز، او بدون اینکه او را از وضعیت پزشکی خود آگاه کند، خودش را با او آشنا می‌کند. او کوجی فوجیشیرو است. وقتی دوستش او را به خانه خود می‌کشد، کنار پنجره او می‌نشینند، کوجی را می‌بینند در حالی که با دوستانش ملاقات می‌کند. کائورو همه چیز را توضیح می‌دهد، و دوستش خاطرنشان می‌کند که احتمالاً او به همان مدرسه ای که او می‌رود، می‌رود و سعی می‌کند برای کائورو جاسوسی کند.
عصر روز بعد، او در ایستگاه اتوبوس نشسته‌است که کوجی با اسکوتر خود می‌رسد. هر دو خجالت می‌کشند بعد از مدتی شروع به صحبت می‌کنند، در حالی که کوجی در نهایت قول ملاقات با او را می‌دهد و به آواز خواندن او در یک شب دیگر، در آغاز تعطیلات مدرسه، گوش می‌دهد. هنگامی که آنها همدیگر را ملاقات می‌کنند، یکی دیگر از مجریان خیابانی آزاردهنده جای او را گرفته‌است.. کوجی تصمیم می‌گیرد او را به شهر ببرد، جایی که پس از دیدن مناظر، او شروع به نواختن در یک میدان می‌کند. جمعیت قابل توجهی برای شنیدن آواز او جمع می‌شوند. پس از آن، آنها اقیانوس را تماشا می‌کنند.
ملاقات آنها ناگهان با غروب خورشید ملاقات آنها ناگهان به پایان می‌رسد و کائرو به خانه فرار می‌کند. کوجی به زودی از وضعیت کائورو مطلع می‌شود و غافلگیر می‌شود. مدتی، کائورو سرسختانه از دیدن او خودداری می‌کند. کوجی د مورد استودیوی ضبط اظلاعاتی بدست میاورد، و می‌فهمد که کائرو در آن می‌تواند اولین آهنگ خود را ضبط کند، و شغل‌های کوچکی را برای به دست آوردن پول برای پرداخت هزینه‌های آن می‌گیرد.. پدرش، از نگرانی، بیش از یک شب کوجی را دعوت می‌کند. در وقت شام، کوجی برنامه‌های خود را برای کائرو در سی دی نشان می‌دهد. در حالی که آن شب در خانه قدم می‌زنند، آن دو شروع به صحبت می‌کنند و کائورو آهسته می‌فهمد که کوجی چقدر به او اهمیت می‌دهد.
از آنجا که وضعیت پزشکی وی با گذشت زمان رو به وخامت می‌گذارد ، کنترل دستان خود را تقریباً از دست می‌دهد و قادر به نواختن گیتار نیست. او به کوجی اطمینان می‌دهد که هنوز صدایش را دارد.
در استودیو، او از خانواده و دوستانش می‌خواهد مرخص شوند. او از آنها می‌خواهد صبر کنند و تا درست شدن سی دی منتظر بمانند.
مدتی بعد، همان‌طور که وعده داده شد، کوجی، کوئرو را به ساحل می‌آورد تا او گشت و گذار کند. در نهایت از لباس محافظتی که او سالها آویزان کرده بود استفاده شد. در حال حاضر، او در یک صندلی چرخدار است. او شکایت می‌کند که با این کت و شلوار خیلی گرمش می‌شود. پدر کائورو با یک بیان دردناک که به سرعت محو می‌شود، سعی می‌کند او را متقاعد کند که اگر او خواستگاری را برداشته باشد، دیگر نمی‌تواند او را اذیت کند، که می‌تواند آزادانه به راه خود ادامه دهد. او کاهش می‌یابد با آن، او در تلاش برای ایستادن است، و به آرامی به سمت کوجی می‌کشد. در حالی که او راه می‌رود، او بر روی شن و ماسه قدم می‌زند، و کوجی عجله می‌کند که به سمت او گرایش پیدا کند. او در آخرین لحظه خودش را به خود جلب می‌کند و فاش می‌کند که این یک غرفه بوده و از چهره غافلگیر شده اش می‌خیزد.
بعدها، کائورو به بیماری خود تسلیم می‌شود و سرانجام می‌میرد. او قرار است در تابوت پر از گل آفتابگردان استراحت کند. دوستان و خانواده کوجی و کائرو به CD کائرو که در نهایت منتشر شد، گوش می‌دهند. در صحنه آخر کوجی با ذهن خود در حال پخش صدای او به سمت امواج می‌رود.

## دست‌اندرکاران
- یویی - کائرو آمانه
- تاکاشی تسوکاموتو - کوجی فوجیشیرو
- کونیکو آساگی - یوکی آمانه (مادر کوئرو)
- گورو کیشیتانی- کن امان (پدر کائورو)
- میساکی ماتسو-ایری تورایاما - (بهترین دوست کوئرو)
- اری فیوز
- گاکو هامادا
- تاکاشی کوبایاشی
- مگی
- سوگن تاناکا - هارو کاتو

## تولید
در این فیلم ترانه‌های "  روزهای خداحافظ "، "Skyline" و "زمان مبارک" از یویی به نمایش درآمده است.

### پخش
دو نسخه DVD ژاپنی از ترانه ای به خورشید، یک نسخه استاندارد و یک نسخه برتر وجود دارد. نسخه برتر شامل دیسک جایزه با تقریباً ۹۰ دقیقه ساخت فیلم، صحنه‌های حذف شده، موسیقی فیلم برای ترانه "  روزهای خداحافظ " و مصاحبه با یویی، تاکاشی و کارگردان فیلم است. همچنین از ویژگی‌های ویژه دفتر خاطرات یوئی و یک آویز انتخابی با گردنبند است. ساخت ترانه ای به خورشید در ۲ ژوئن ۲۰۰۶ تمام شد. نسخه استاندارد و نسخه برتر در تاریخ ۱۱ ژوئن ۲۰۰۶ منتشر شدند.

## بازخورد
راسل ادواردز از ورایتی اظهار داشت که این فیلم «شیرین» است، اما پیشنهاد کرد که مخاطبان غربی نسبت به مخاطبان آسیایی نسبت به مضامین عاشقانه پذیرایی کمتری خواهند داشت. وی همچنین از روش فیلم برای برجسته کردن کاماکورا بدون تکیه بر کلیشه‌های گردشگری و عملکرد بازیگران تعریف کرد.

## جوایز و نامزدها
| سال  | جایزه                          | دسته‌بندی        | گیرنده | نتیجه    |
| ---- | ------------------------------ | --------------- | ------ | -------- |
| ۲۰۰۷ | سی امین جایزه فیلم آکادمی ژاپن | بهترین تازه‌وارد | یویی   | برنده شد |

## اقتباس

### تلویزیون
در سال ۲۰۰۶، یک نمایشنامه تلویزیونی با همین نام در TBS با بازی اریکا ساوجیری و تاکایوکی یامادا پخش شد. ترانه تم «ترانه ای به خورشید» توسط ساوجیری اجرا شد و با نام (کائرو امان) به عنوان یک  توربط بیرون می‌دهد، این کار همچنین به راه اندازی حرفه او در آواز خواندن کمک کرد.

### مانگا
یک اقتباس مانگا توسط نوشته و مصور شده‌است، و در سال ۲۰۰۶ در «دوست بساستو» چاپ شد. فصل‌های بعدی در یک کتاب مستقل (تانکوبون) توسط کودانشا منتشر شد.
| شماره | تاریخ انتشار Japanese | شابک Japanese          |
| ----- | --------------------- | ---------------------- |
| 1     | ۱۰ ژانویه ۲۰۰۷        | شابک ‎۹۷۸−۴−۰۶−۳۴۱۵۰۹−۴ |

### نمایشنامه
یک تئاتر موسیقی کره جنوبی اقتباسی در سال ۲۰۱۰ اجرا شد و ته‌یئون عضو گروه گرلز جنریشنبه عنوان کائرو بازی کرد.
نمایشنامه ای ژاپنی با عنوان ترانه ای به خورشید:خورشید نیمه شب از ۵–۹ سپتامبر و ۱۰–۱۴ اکتبر سال ۲۰۱۸ اجرا شد و  هیناتا کاشویاگی به عنوان کائورو و  یودای تاتسومی به عنوان کوجی بازی کردند.

### فیلم
در ماه مه سال ۲۰۱۵، اریک کرستن نویسنده آمریکایی اقتباسی از فیلم با عنوان نیمه شب خورشید را نشان دادکه در مرکز شهر نیویورک قرار دارد. در این فیلم بلا تورن نقش کیتی (در اصل کائرو) و پاتریک شوارتزنگر در نقش چارلی (در اصل کوجی) را بازی می‌کند. این فیلم در ۲۳ مارس ۲۰۱۸ اکران شد.